# Palais de Karakoy
 (novembre 2023).
Karaköy Palas est un édifice construit en 1920, situé dans le quartier Karaköy du district de Beyoğlu à Istanbul. Son architecte est Giulio Mongeri, un Levantin né dans la même ville (alors Constantinople). Le bâtiment appartient aujourd'hui à Halkbank, dont la succursale de la banque à Istanbul Karaköy y est installée.

## Source
1. ↑  Günkut Akın, « Mongeri'nin Komşuları » [archive du 3 janvier 2016], Arkitera Forum, Diyalog 2003, Arkitera.com, 16 décembre 2003 (consulté le 28 octobre 2015)